# Competència comunicativa

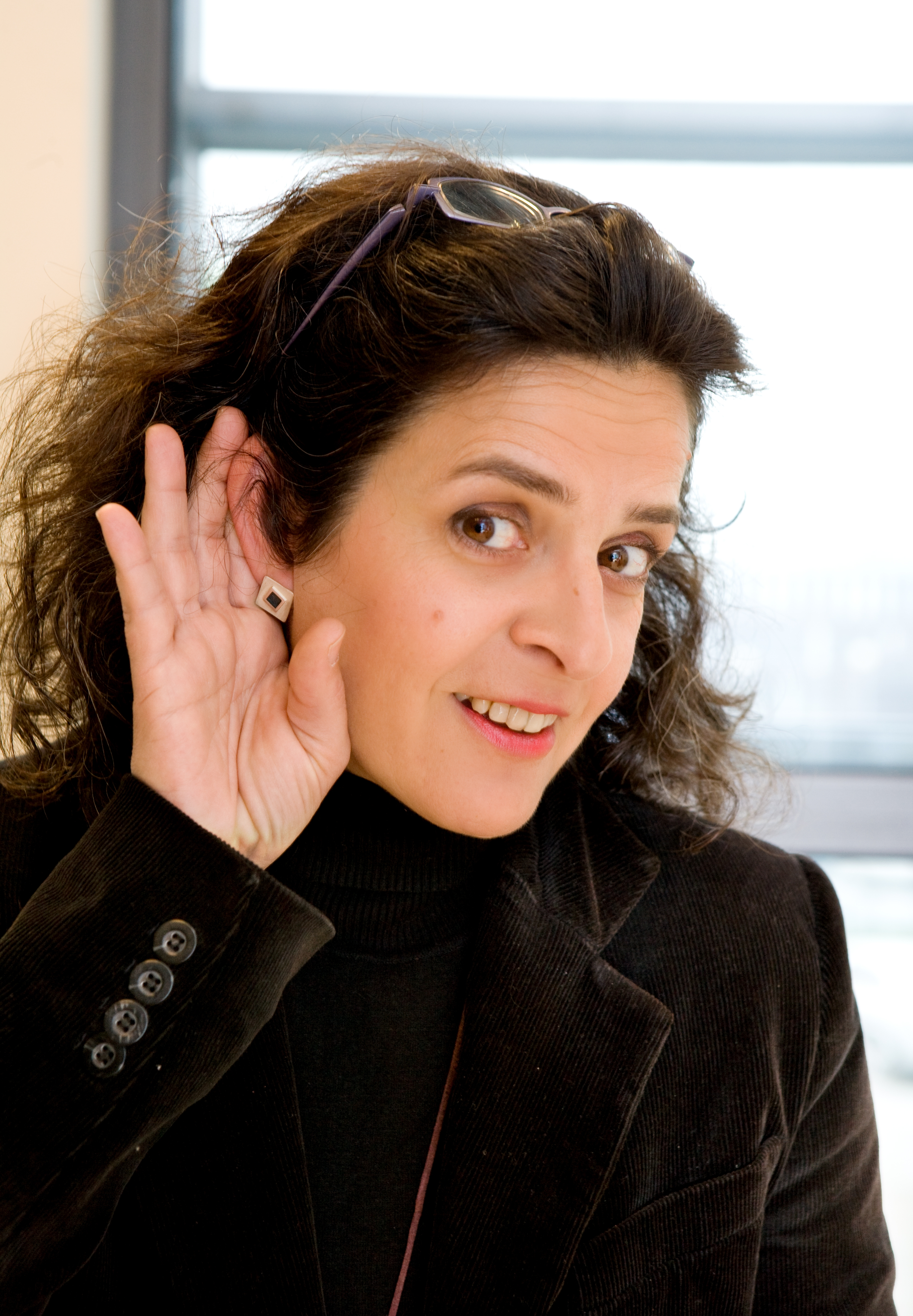
Desenvolupar habilitats comunicatives implica desenvolupar diverses habilitats de forma ingeniosa: una ma a l'orella augmenta la comprensió auditiva.

La competència comunicativa és la capacitat d'usar correctament una llengua per expressar i entendre missatges. El terme va ser creat per Dell Hymes el 1966 per a les llengües estrangeres i englobava les quatre destreses tradicionals (llegir, escriure, escoltar i parlar) més el component gramatical. És un concepte central en didàctica de la llengua, que veu com a màxim objectiu dels professors aconseguir la competència comunicativa dels seus alumnes. Suposa un apropament a l'ús real de la llengua i no sols el teòric, és a dir, considerar l'idioma com un instrument de comunicació i no com un simple objecte d'estudi.
Com que la competència comunicativa, a diferència de la competència lingüística pura, té en compte les normes socials que regeixen la comunicació, canvia més ràpidament que aquesta, ja que està subjecta a modes, girs i convencions flexibles que excedeixen el simple domini del codi d'un idioma.

## Components
Segons Badura, consta per tant de dos components: un hermenèutic (capacitat d'entendre missatges verbals aliens i de respondre-hi) i un tàctic o retòric (aprofitament del context per millorar l'eficàcia, considerant també elements no verbals). Aquest segon component seria objecte d'estudi de la pragmàtica.
Dell Hymes va resumir els seus components gràcies a l'acrònim Speaking (parla), ja que la comunicació elemental és sempre oral (no tots els idiomes tenen escriptura). La S respon a la situació comunicativa (grau de formalitat, moment...) i determina la varietat lingüística que s'ha de triar. La P fa referència als participants, perquè la relació i el rol social dels parlants afecta el discurs. La E denomina els objectius ("ends" en anglès), el propòsit de l'intercanvi. La A resumeix els actes comunicatius o context lingüístic, és a dir, com afecta el que ja s'ha dit en la interpretació del missatge (per l'aparició d'elements implícits, per exemple). La I és la inicial dels instruments, per tant del codi i el canal: no és el mateix escriure que parlar o usar una sola llengua que barrejar diverses en un context de plurilingüisme. La N recorda les normes socials que afecten a la comunicació i a altres conductes, incloent el contacte físic i la comunicació no verbal entre parlants. La G fa referència al gènere o tipologia textual. Aquests elements se sumen al coneixement gramatical i les destreses bàsiques.

## Coneixements i habilitats
Tipus de coneixements i habilitats:
- Competència lingüística/gramatical: Fa referència al domini del codi lingüístic i s'ocupa del nivell fonològic, el nivell morfològic, nivell sintàctic i del nivel lèxic i semàntica.
- Competència sociolingüística: Fa referència a les regles socioculturals d'ús i s'ocupa de la situació dels participants, el propòosit de la interacció, és a dir, l'objectiu i les convencions de la interacció. Els 5 nivells referits a la zona es reflecteix a aspectes com les variants generacionals, geogràfiques i històriques, entre d'altres.
- Competència discursiva: Fa referència a la combinació de formes gramaticals i significats per aconseguir un text coherent i cohesionat en qualsevol gènere i s'ocupa de la cohesió de la forma i la coherència en el significat.
La coherència té a veure amb el significat del tet. Fa referència als marcadors textuals, signes de puntuació... tot allò que lliga el text.
- Competència estratègica: Fa referència a les estratègies de comunicació verbal i no verbal que es poden utilitzar per compensar deficències provocades per limitacions i insuficències, a més d'afavoir l'efectivitat de la comunicació.